# Уилтонский диптих
Уилтонский диптих — небольшой диптих, датируемый примерно 1395—1399 годами. Чрезвычайно редкий сохранившийся экземпляр английской живописи на дереве из позднего средневековья. Диптих, написанный для английского короля Ричарда II, представляет собой его донаторский портрет, на котором король изображён коленопреклонённым перед Девой Марией и младенцем Иисусом, представляемый своим святым покровителем Иоанном Крестителем, святым Эдуардом Исповедником и святым Эдмундом Мучеником. Диптих, хранящийся ныне в Лондонской национальной галерее, являет собой выдающийся образец интернациональной готики, написанный неизвестным, вероятно, французским или английским художником.

## Описание
Уилтонский диптих написан с обеих сторон на двух дощечках из балтийского дуба, соединённых шарнирами. Внутренние поверхности находятся в отличном состоянии, несмотря на небольшую утрату глазури. Внешние сохранились гораздо хуже, так как диптих обычно хранился сложенным.
Обе дощечки написаны темперой. Фон и ряд деталей инкрустированы сусальным золотом, местами имеется обработка поверхности резцом. Синие одеяния персонажей на правой створке выполнены ляпис-лазурью, облачение Ричарда — с использованием киновари.
Хотя персонажи на обеих дощечках обращены друг к другу, взаимодействуя взглядом и жестами, они изображены на различном фоне. На левой створке святые Иоанн Креститель, Эдуард Исповедник и Эдмунд Мученик, изображённые с соответствующими атрибутами, стоят за коленопреклонённым Ричардом на голой скалистой земле на фоне леса и неба из сусального золота, украшенного штампованным орнаментом. На правой стоит Дева Мария с младенцем Иисусом в окружении одиннадцати ангелов на цветочном лугу и золотом фоне с несколько иным узором.
На Ричарде золотая парча, украшенная узором из белых оленей — его личной эмблемы и ветвей розмарина — эмблемы его супруги Анны Чешской, умершей в 1394 году. На шее короля золотое колье с семенами дрока (planta genista), давшего имя династии Плантагенетов, подаренное в 1393 году королём Франции Карлом VI, на дочери которого Ричард женился в 1396 году, и по его наличию определяется примерная датировка диптиха — периодом после второй женитьбы Ричарда II на шестилетней Изабелле Валуа. Эмблема Ричарда на его мантии и одеяниях ангелов выполнена в модной и дорогой технике инкрустированной по золоту эмали (ronde bosse), как сохранившийся лебедь из Данстэбла, возможно, подаренный Ричарду одним из кузенов из дома Ланкастеров. В рога оленей на мантии Ричарда вкраплён жемчуг.
Несмотря на тематическую связь, композиция на обеих створках диптиха разительно отличается. Сцена с Ричардом и его покровителями выполнена в очень спокойной манере, но с богатыми контрастами в красках и текстуре. Сцена с Девой полна энергичного движения, создаваемого ангелами, с доминирующим бриллиантово-синим цветом, символизирующим небесную природу происходящего, и покрытой цветами землёй, напоминающей о райских садах. Сильный тональный контраст крыльев ангелов усиливает рельефность персонажей перед фоном.
В закрытом состоянии диптих изображает эмблему Ричарда — белого оленя с золотым колье и цепью, лежащего на травянистом лугу с ветвями розмарина под золотым небом. На другой створке — гербовый щит, ассоциирующийся с Эдуардом Исповедником, принятый Ричардом примерно в 1395 году, соединённый с гербом английских королей.

## Иконография и датировка
Ричард II на диптихе бесспорно идентифицируется по его эмблеме. Младенец Иисус, благословляющий короля, тянется к древку национального флага Англии с крестом Святого Георгия, увенчанного шаром с крошечной картой Англии или Ирландии, где Ричард проводил военную кампанию в 1394—1395 годах. Возможно, здесь подразумевается сцена принесения флага в дар от Ричарда. Иконография ангелов довольно необычна и странным образом перекликается со строками из второй сцены третьего акта пьесы Шекспира «Ричард II», написанной двумя веками позже:
Не свергнет человеческое слово

Наместника, поставленного богом.

За каждого бойца, что с Болингброком

Был принужден поднять строптиво сталь

Противу нашей золотой короны,

Бог Ричарду по ангелу пошлет;

Где ангелы сражаются со славой,

Падут злодеи: бог стоит за право.

(перевод А. И. Курошевой)
Возможно, Шекспир видел диптих, хранящийся в то время в Королевской коллекции.
Трое святых на левой створке, как считается, были особо почитаемы Ричардом, так как у каждого из них имеется отдельная часовня в Вестминстерском аббатстве. Святые строго идентифицируются по их персональным атрибутам: Эдмунд Мученик слева держит стрелу, убившую его в 869 году, Эдуард Исповедник в центре — кольцо, отданное паломнику, оказавшемуся Иоанном Евангелистом, Иоанн Креститель справа — жертвенного агнца.
Сцена имеет отсылки на день рождения короля Ричарда — 6 января, праздник Эпифании. Поклонение волхвов Иисусу часто изображалось со схожей композицией. Также в этот день празднуется Крещение Господне, на что может указывать фигура Иоанна Крестителя с ягнёнком в его обычном образе отшельника, напоминающего пастуха, одного из тех, что поклонялись Иисусу — сцена, часто совмещаемая с поклонением волхвов. Двое из представленных святых являлись королями, что может намекать на рождение Ричарда в Бордо в присутствии королей Кастилии, Наварры и Португалии.
Датировка Уилтонского диптиха являлась предметом серьёзных дискуссий в учёной среде. В настоящее время достигнут консенсус, относящий создание диптиха к периоду последних пяти лет правления Ричарда II, но остаются гипотезы, варьирующие время его написания от 1377 до 1413 года. Ричард родился в 1369 году, и на портрете он кажется гораздо моложе двадцати восьми лет, сколько ему должно было быть в 1395 году. Существовало предположение, что одиннадцать ангелов представляют его возраст в начале правления, фактически начавшегося в 1377 году, когда он возложил одиннадцать энджелов к статуе Богоматери в Вестминстерском аббатстве. Диптих мог быть написан пятнадцать лет спустя в ознаменование этого события. По другой версии он представляет приём Ричарда в раю после его смерти в 1399 году, хотя, с учётом обстоятельств его свержения с престола, непонятно, кто мог бы выступить заказчиком подобной работы.
Общепринятой трактовки необычного числа ангелов не существует, поскольку 11 вступает в противоречие с иконографией небесного окружения Богородицы, имея крайне отрицательный символизм. Принимая во внимание библейскую экзегетику и средневековую числовую символику, его можно связать со вторым сном молодого Иосифа (Быт. 37:9), в котором солнце, луна и одиннадцать звёзд поклоняются ему. В данном случае число 11 несёт положительное значение, так как согласно средневековой экзегетике сам Иосиф рассматривается как двенадцатая звезда. С учётом исторических свидетельств о личной королевской иконографии Ричарда и библейских аллюзий, выдвигается предположение, что Христос на диптихе представляет Солнце, Дева Мария — Луну, а одиннадцать ангелов — звёзды из сна Иосифа.
Диптих указывает как на властные права Ричарда — помазанника Божьего, так и на его христианское благочестие. Не менее важным символом является передача Ричардом своего королевства в виде флага Пресвятой Богородице, так как по давней традиции Англия считалась «Её приданым» и находилась под особой защитой. Другая картина, ныне утраченная, изображала Ричарда и Анну, вручающих Деве Марии державу, представляющую Англию, с надписью: «Это твоё приданое, о Пресвятая Дева, поэтому правь ею, Мария!».

## Авторство
Создатель диптиха, иногда называемый «уилтонский мастер», так и не был идентифицирован, равно как и не ассоциирован с другими работами. Ближайшей аналогией его стилю являются некоторые иллюминированные рукописи начала XV века. Датировка диптиха, относящаяся к периоду расцвета интернациональной готики в ряде европейских дворов, также затрудняет определение национальности автора. Возможно, это был англичанин, но до нашего времени дошло слишком мало сопоставимых работ, чтобы с уверенностью судить о стиле, в котором писали тогдашние английские художники. Более вероятной его родиной представляется Франция, хотя выдвигались предположения о его итальянском или богемском происхождении, и что он мог прибыть ко двору Ричарда II в свите его первой жены Анны. Исключительное качество работы склоняет большинство современных искусствоведов к мнению, что родиной автора является северная Франция. Диптих имеет ряд сходств с живописью братьев Лимбургов, и аналогично второму сохранившемуся портрету Ричарда в Вестминстерском аббатстве тесно связан с темами картин, написанных в Праге для отца Анны Карла IV, императора Священной Римской империи, и её брата Вацлава IV.

## Провенанс
Диптих впервые упоминается в 1649 году, в описи коллекции произведений искусства Карла I, составленной сэром Джеймсом Палмером. Впоследствии он перешёл во владение графов Пембрук и хранился в поместье Уилтон-Хаус (отсюда современное название), пока не был приобретён Лондонской национальной галерей в 1929 году. Сохранность диптиха крайне примечательна, с учётом того, сколь мало произведений религиозной живописи пережило период пуританского иконоборчества, последовавшего за казнью Карла I.